# Rottefella

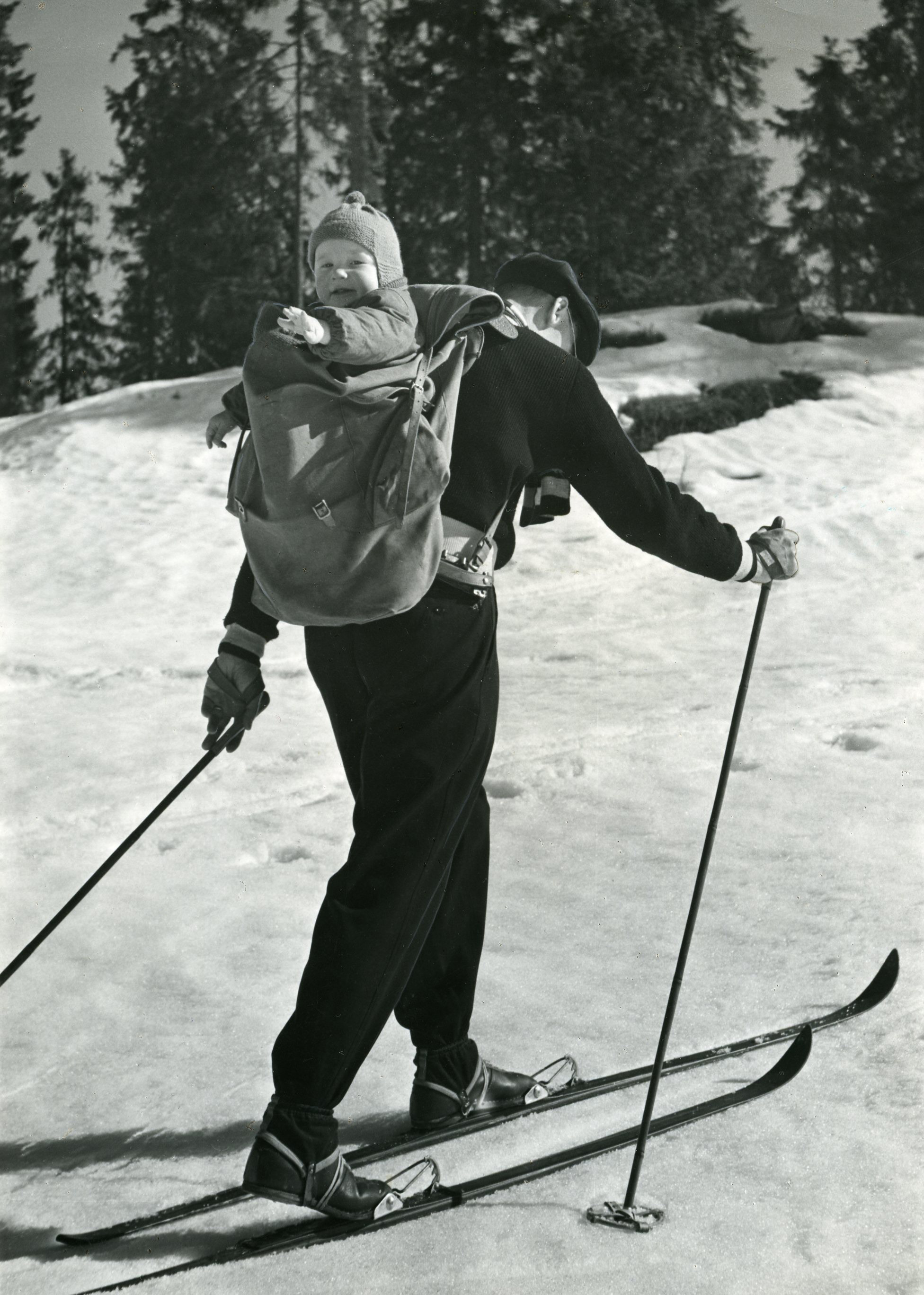
Батько й дитина катаються на лижах з кріпленням Rotefella. Фото з архіву Національної команди з туризму в Норвегії

Rottefella — норвезький виробник лижних кріплень. Назва відсилає до початкової конструкції кріплень лижних черевиків за рант, винайдених Брором Візом 1927 року, які, за його власними словами, схожі на мишоловку (норв. rottefelle). Кріплення було стандартом для лижних гонок протягом десятиліть. Серед рантових кріплень, створених у Rottefella, найпопулярнішою в світі стала система Nordic Norm 75 mm (NN-75). З двох систем кріплень, які прийшли їй на зміну, SNS і NNN, останню теж створено в Rottefella.

## Історія
Фірму заснував винахідник-механік і промисловець Брор Віз для випуску лижних кріплень з розрізом, які він винайшов 1927 року. Ці кріплення використовувала під час зимової олімпіади 1928 року в Санкт-Моріці норвезька команда з патрульної гонки, яка завоювала золото[джерело?]. Спочатку фірма базувалася в Осло і мала назву Witco AS, але 1973 року вона пройшла ребрендинг. Підставою для вибору нової назви, співзвучної з норвезьким слово, що позначає пастку для щурів (норв. rottefelle), став відомий історикам фірми легендарний випадок. Стверджується, що винахідник використовував свої кріплення на лижній гонці, де був присутній спадковий принц Олав. Майбутній король помітив незвичайні кріплення і запитав Брора, що в нього на лижах. Той відповів: «О, це просто кілька пасток для щурів з господарського магазину».
1971 року фірма запропонувала нові кріплення, відомі під назвою Nordic Norm 75 mm. На відміну від попередніх моделей вони не підлаштовувалися під довільний рант різних лижних черевиків, а являли собою цільну конструкцію з фіксацією на три штирі підпружиненим притиском, для кріплення популярного на той час універсального ранта шириною 75 мм. 1985 року фірма створила новий стандарт кріплень для лиж, New Nordic Norm, зручний не тільки для класичного, а й для ковзанярського ходу. 2005 року фірма спільно з Rossignol та Madshus запропонувала покращений варіант цих кріплень, під назвою NIS, що дозволяє підлаштовувати положення черевика для оптимізації катання.
2007 року норвезьке патентне відомство (норв. Patentstyret plukket) згадало кріплення фірми серед десяти найважливіших винаходів за всю історію його існування. Нині фірма зберігає своє місце серед провідних виробників кріплень для лиж. На Тур де Скі 2017 спортсмени на кріпленнях Rottefella зайняли всі місця на подіумі в загальній класифікації. Крім кріплень, асортимент продукції фірми тепер включає також одяг для лижних тренувань і туризму. Кріплення фірми мають статус бажаних для країн НАТО.

## Спонсоровані лижники
Серед лижників, які використовують кріплення Rottefella, можна назвати:
- Уле-Ейнар Б'єрндален
- Каті Вільгельм
- Юлія Чепалова
- Гальвард Ганевольд
- Гільде Педерсен
- Ольга Зайцева
- Катержина Нойманова
- Магнус Моан
- Кріс Фріман
- Девід Чемберлен
- Ендрю Джонсон
- Лейф Ціммерман